# Montereina
Genre
Montereina est un genre de mollusques nudibranches de la famille des Discodorididae.
Ce genre n'est plus accepté et remplacé par le genre Peltodoris Bergh, 1880.

## Liste des espèces
Selon World Register of Marine Species (25 octobre 2015) :
- Montereina achroma (Valdés, 2001)
- Montereina aliciae Dayrat, 2010
- Montereina aurea (Eliot, 1903)
- Montereina aurila (Marcus & Marcus, 1967)
- Montereina coerulescens (Bergh, 1888)
- Montereina concinna (Alder & Hancock, 1864)
- Montereina crucis (Ørsted in Mörch, 1863)
- Montereina erubescens (Bergh, 1884)
- Montereina flindersi (Burn, 1962)
- Montereina golaia (Marcus & Marcus, 1966)
- Montereina igla (Marcus & Marcus, 1967)
- Montereina labifera (Abraham, 1877)
- Montereina lancei (Millen & Bertsch, 2000)
- Montereina lentiginosa (Millen, 1982)
- Montereina lippa (Valdés, 2001)
- Montereina modesta (Bergh, 1877)
- Montereina muta (Bergh, 1877)
- Montereina nobilis MacFarland, 1905
- Montereina notha (Bergh, 1877)
- Montereina opisthidia (Bergh, 1877)
- Montereina pallida (Baba, 1937)
- Montereina pardalis (Alder & Hancock, 1864)
- Montereina paroa (Burn, 1969)
- Montereina phoca (Ev. Marcus & Er. Marcus, 1967)
- Montereina punctifera (Abraham, 1877)
- Montereina rubra (Bergh, 1905)

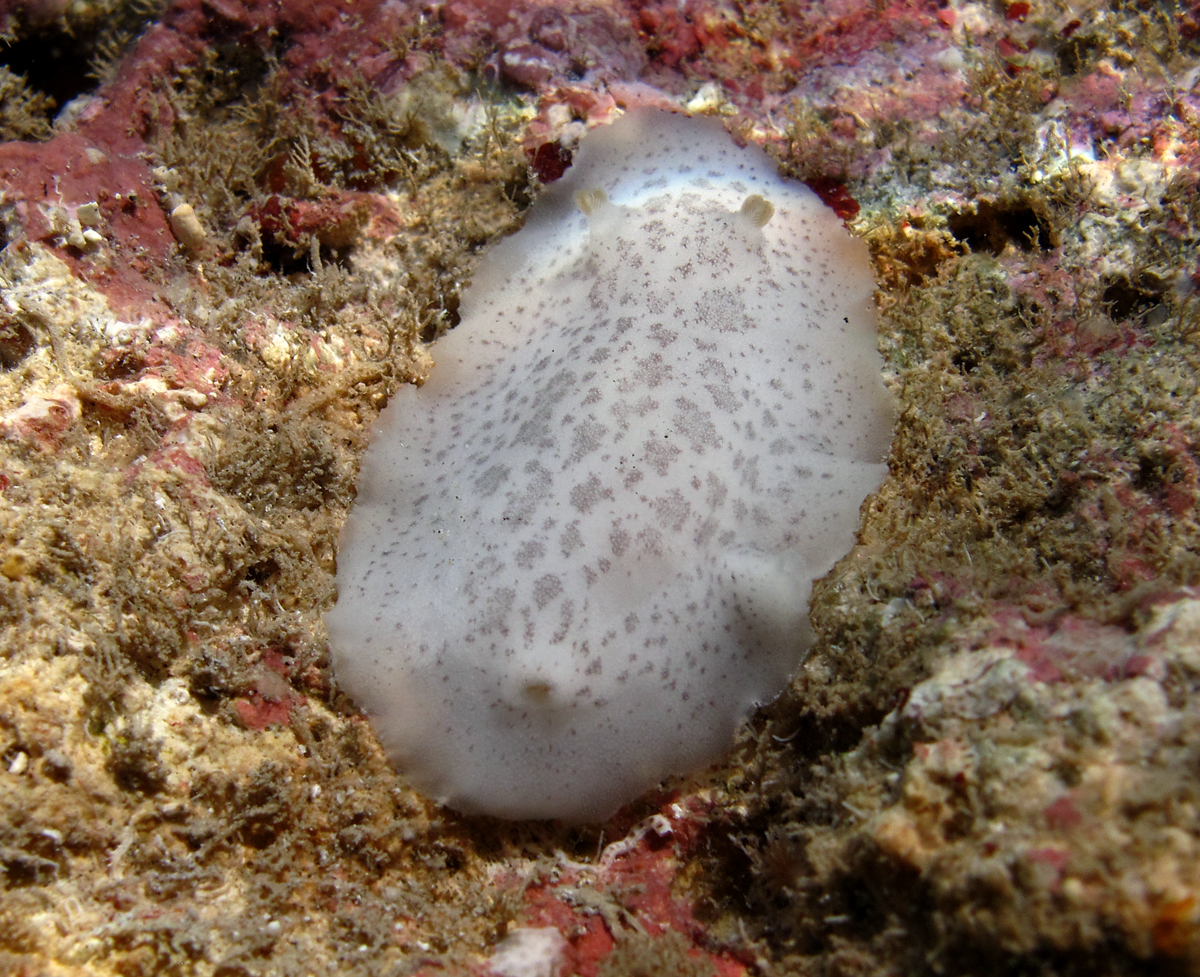
Montereina coerulescens.
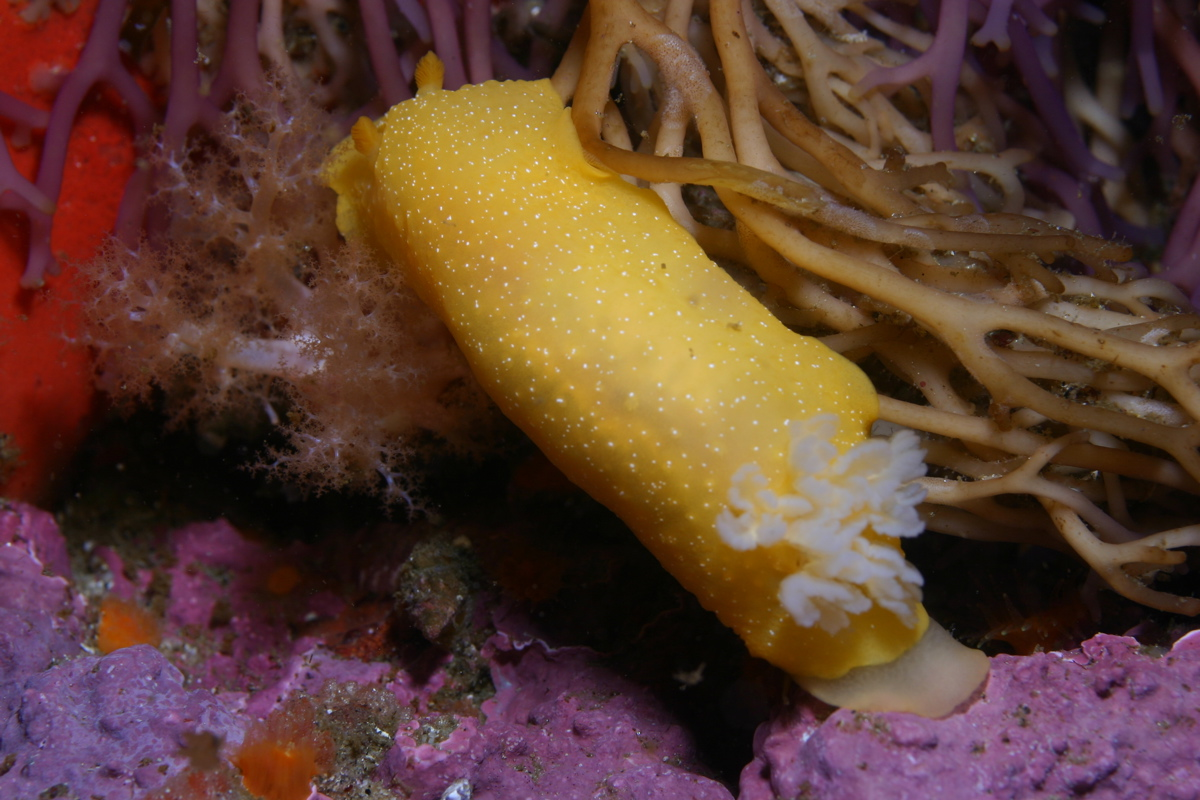
Montereina nobilis.